# Zajačko Selo
Zajačko Selo is een plaats in de gemeente Ozalj in de Kroatische provincie Karlovac. De plaats telt 200 inwoners (2001).